# Kornická brázda
Kornická brázda je geomorfologický podcelek Turzovské vrchoviny. Nejvyšší vrchol podcelku je 942 m vysoký Sulov na hranici s Českem na severozápadním okraji území. 

## Vymezení
Brázda zabírá úzký pás v severní části pohoří, částečně podél hranice s Českem. Probíhá ve směru západ - východ od Klokočova po Svrčinovec a říčku Čierňanku. Na severu se nacházejí Moravskoslezské Beskydy, východně i západně podcelek kopíruje státní hranici. Jižním směrem pokračuje Turzovská vrchovina podcelky Zadné vrchy a Predné vrchy, východním směrem navazuje Jablunkovské mezihoří. 

## Ochrana přírody
Část podcelku patří do CHKO Kysuce, z maloplošných chráněných území se zde nacházejí:
- Megonky - přírodní památka
- Klokočovské skály - přírodní rezervace
- Polkové - přírodní rezervace [3]